# ブラチスラヴァ＝ニヴィ駅
座標: 北緯48度08分56秒 東経17度07分31秒 / 北緯48.14889度 東経17.12528度

ブラチスラヴァ＝ニヴィ鉄道駅（スロバキア語: Železničná stanica Bratislava-Nivy）はかつてチェコスロバキアのブラチスラヴァ市にあった主要鉄道駅である。1962年まではブラチスラヴァ＝ノヴェー・メスト鉄道駅と称した。

## 概要

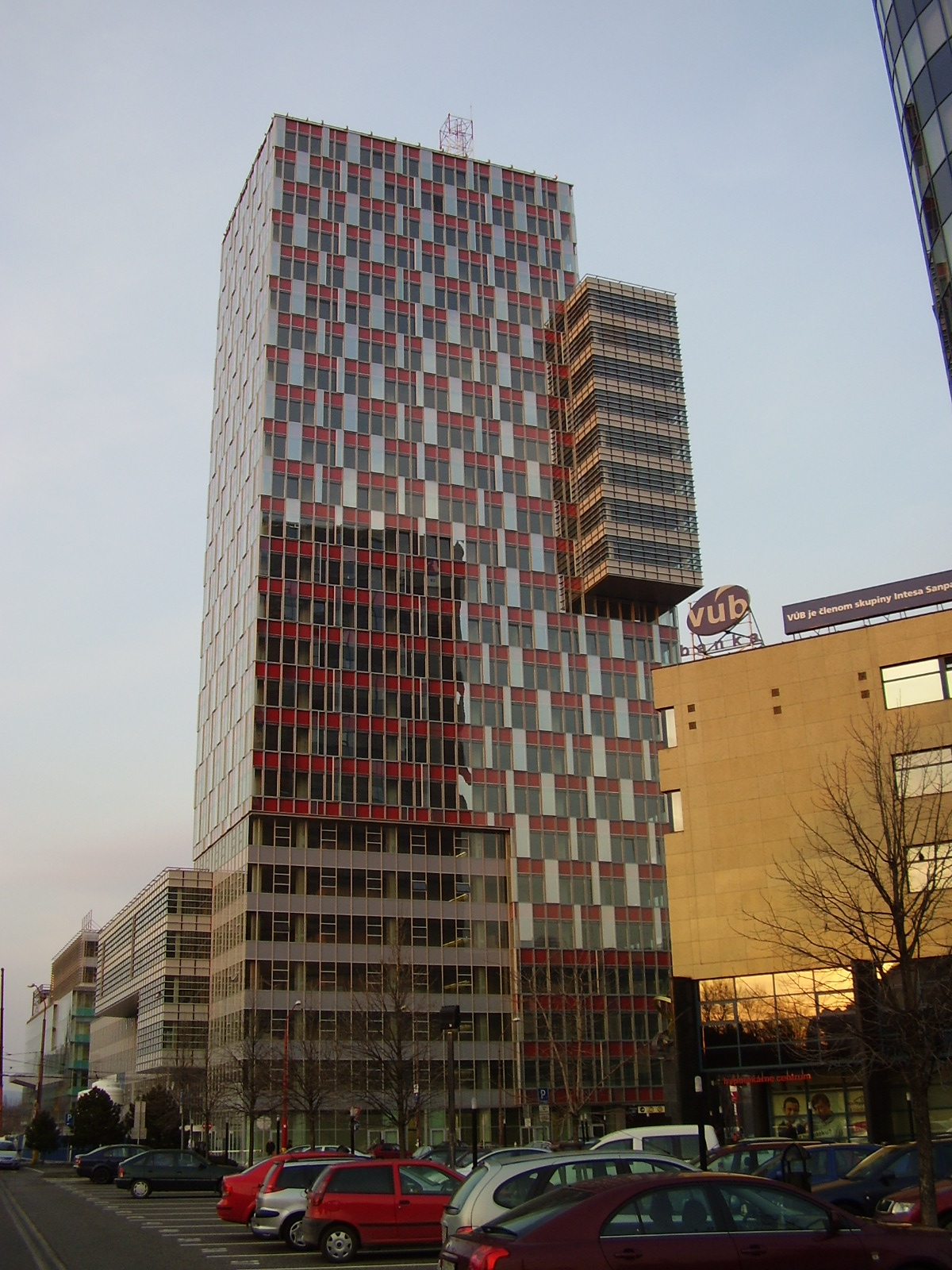
ブラチスラヴァ＝ニヴィ鉄道駅跡地（シティー・ビジネス・センター・ブラチスラヴァ）

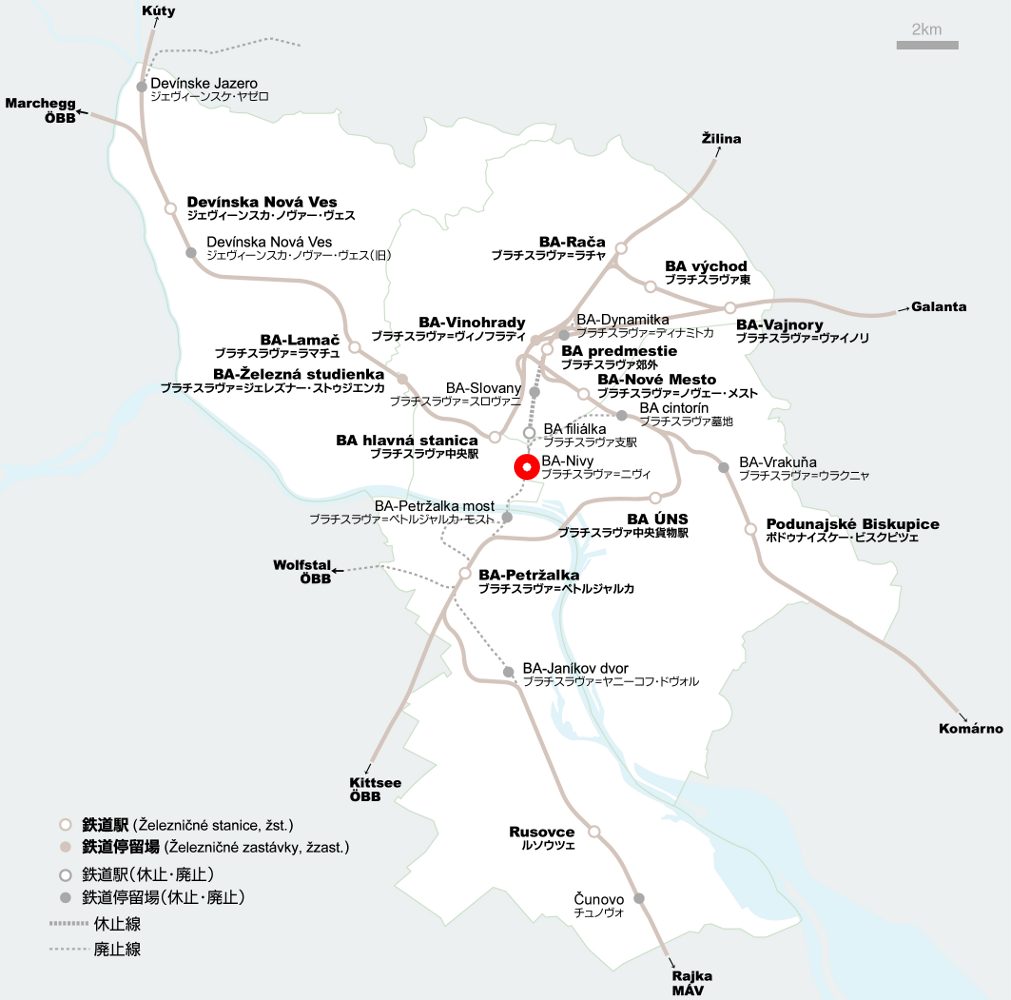
ブラチスラヴァ＝ニヴィ鉄道駅の位置

1840年、ブラチスラヴァ市街と郊外のスヴェティー・ユルの間に開通したブラチスラヴァ-セレジュ市街間馬車鉄道（スロバキア語:Medzimestská konská železnica Bratislava – Sereď）のブラチスラヴァ＝ノヴェー・メスト鉄道駅として旧市街区外縁のカラジチョヴァー通り沿いに開業した。馬車鉄道はのちトルナヴァを経てセレジュまで延長され、1871年に買収したヴァーグヴェルジ鉄道会社（ハンガリー語:VVV, Vágvölgyi vasút）によって蒸気鉄道化された。
さらに1895年にブラチスラヴァ-ドゥナイスカー・ストレダ間鉄道（現・ブラチスラヴァ-コマールノ鉄道線）、1897年には道路鉄道併設橋のフランツ・ヨーゼフ橋（現・旧橋、Starý most）でドナウ川を渡りハンガリーのヘジェシャロム（Hegyeshalom）に至るブラチスラヴァ-ヘジェシャロム鉄道（現・ブラチスラヴァ-ヘジェシャロム鉄道線）の起点駅となり、ブラチスラヴァにおけるハンガリー方面の玄関駅となった。
駅からは周辺の工場群を結ぶ広大な側線網が広がっていたが、第二次世界大戦後、市街地の拡大に伴い本線や側線に存在する道路との数多くの平面交差が深刻な交通混雑の原因となったため、旧橋とは別にプリエヴォズ地区（ルジノフ街区）でドナウ川を渡る市街地迂回ルートが計画され、その一環として1954年、ブラチスラヴァ-コマールノ鉄道線のブラチスラヴァ墓地鉄道停留場（廃止）からブラチスラヴァ中央駅を結ぶ短絡線が開通した。
1962年には短絡線上に現・ブラチスラヴァ＝ノヴェー・メスト鉄道駅が開業し、次第にブラチスラヴァ中央駅やノヴェー・メスト新駅にターミナル駅の機能が移行。1980年にはブラチスラヴァ＝ニヴィ鉄道駅発着の長距離列車が消滅し、ブラチスラヴァ-コマールノ鉄道線の起点駅もブラチスラヴァ＝ニヴィ鉄道駅からブラチスラヴァ＝ノヴェー・メスト鉄道駅に変更された。
さらに1985年には旧橋に代わる高速道路・鉄道橋のドゥクラ英雄橋（現・プリースタウニー橋、Prístavný most）が完成。ブラチスラヴァ中央貨物駅を経てブラチスラヴァ-ヘジェシャロム鉄道線がブラチスラヴァ＝ノヴィー・メスト鉄道駅に直結されたことでブラチスラヴァ＝ニヴィ鉄道駅は使命を終え、旧橋ルートのペトルジャルカ-ニヴィ-ブラチスラヴァ支駅間は廃止、ブラチスラヴァ支駅-ブラチスラヴァ郊外間は休止された。
チェコスロバキア連邦制解消後、駅跡地は市街地再開発で高層ビルが並ぶビジネス街、シティー・ビジネス・センター・ブラチスラヴァとなり、スロバキア・テレコムなどの大手企業の本支社所在地となっている。一方、隣接するムリンスケー・ニヴィ・バス駅付近やコシツカー通り・スヴェトプルコヴァ通り交差点周辺には、かつてブラチスラヴァ＝ニヴィ鉄道駅から伸びていた貨物側線の跡が現在も残っている。
1994年に欧州連合が策定した汎欧州輸送回廊構想には、ブラチスラヴァ＝ペトルジャルカ鉄道駅からブラチスラヴァ＝ニヴィ鉄道駅、ブラチスラヴァ支駅などを経てブラチスラヴァ空港に至る高速新線ルートが盛り込まれており、実現した場合にはオーストリア、ドイツ、フランス方面への玄関駅となると見込まれている。